# Liste der Baudenkmäler in Weiding (Landkreis Schwandorf)
Auf dieser Seite sind die Baudenkmäler in der Oberpfälzer Gemeinde Weiding zusammengestellt. Diese Tabelle ist eine Teilliste der Liste der Baudenkmäler in Bayern. Grundlage ist die Bayerische Denkmalliste, die auf Basis des Bayerischen Denkmalschutzgesetzes vom 1. Oktober 1973 erstmals erstellt wurde und seither durch das Bayerische Landesamt für Denkmalpflege geführt wird. Die folgenden Angaben ersetzen nicht die rechtsverbindliche Auskunft der Denkmalschutzbehörde.
 Die Liste gibt den Fortschreibungsstand vom 13. August 2016 wieder und umfasst zwölf Baudenkmäler.

## Baudenkmäler nach Gemeindeteilen

### Weiding
| Lage                              | Objekt                                                    | Beschreibung | Akten-Nr.     | Bild                 |
| --------------------------------- | --------------------------------------------------------- | --- | ------------- | -------------------- |
| Am Frauenstein (Standort)         | Reste einer Burganlage                                    | Wohl des 13./14. Jahrhunderts; westlich von Weiding.                                                                    | D-3-76-176-10 | weitere Bilder       |
| Am Graben 6 (Standort)            | Waldlerhaus                                               | Wohnhaus mit Blockbau-Kniestock, wohl 18. Jahrhundert, Erdgeschoss im 19. Jahrhundert ausgemauert und Dach aufgesteilt. | D-3-76-176-5  | BW                   |
| Hauptstraße 4 (Standort)          | Katholische Pfarrkirche Sankt Nikolaus                    | 1836 (Langhausgewölbe 1957/58); mit Ausstattung.                                                                        | D-3-76-176-2  | weitere Bilder       |
| Hauptstraße 7 (Standort)          | Ehemaliges Wohnstallhaus                                  | Bezeichnet mit 1837, Satteldachbau mit tonnengewölbtem Keller.                                                          | D-3-76-176-1  | BW                   |
| Hauptstraße 19 (Standort)         | Ehemaliges Wohnstallhaus                                  | Um 1840, Satteldachbau; Gusseisentorsäulen.                                                                             | D-3-76-176-4  | BW                   |
| Hauptstraße 24 (Standort)         | Zugehöriger Bierkeller                                    | Bezeichnet mit 1819, Gewölbeanlage. Nicht nachqualifiziert.                                                             | D-3-76-176-7  | BW                   |
| Hauptstraße 35 (Standort)         | Waldlerhaus                                               | Kniestock-Blockbau, Mitte 19. Jahrhundert, mit nachträglich aufgesteiltem Dach.                                         | D-3-76-176-6  | BW                   |
| Mittlere Gasse 7 (Standort)       | Ehemaliges Schulhaus                                      | Satteldachbau, Mitte 19. Jahrhundert.                                                                                   | D-3-76-176-3  | Ehemaliges Schulhaus |
| Nähe Schönseer Straße (Standort)  | Feldkapelle „Maria zur Fichte“, sogenannte Setterlkapelle | Verputztes Bruchsteinmauerwerk, 1871, Glockentürmchen 1947.                                                             | D-3-76-176-9  | weitere Bilder       |
| Nähe Stadlerner Straße (Standort) | Bauernhof                                                 | Wohnstallhaus Satteldachbau, bezeichnet mit 1837, über Stall Halbwalmdach mit Schindeln unter der Blechdeckung.         | D-3-76-176-8  | Bauernhof            |

### Sägmühle
| Lage                  | Objekt      | Beschreibung     | Akten-Nr.     | Bild           |
| --------------------- | ----------- | ---------------- | ------------- | -------------- |
| Sägmühle 1 (Standort) | Feldkapelle | 18. Jahrhundert. | D-3-76-176-11 | weitere Bilder |

### Unterlöwenthal
| Lage                   | Objekt | Beschreibung                                                      | Akten-Nr.     | Bild           |
| ---------------------- | ------ | ----------------------------------------------------------------- | ------------- | -------------- |
| Löwenthal 2 (Standort) | Mühle  | Walmdachbau, wohl 17./18. Jahrhundert, mit Mühlentriebwerkskanal. | D-3-76-176-12 | weitere Bilder |